# Graversfors Stenhuggeri och Sliperi

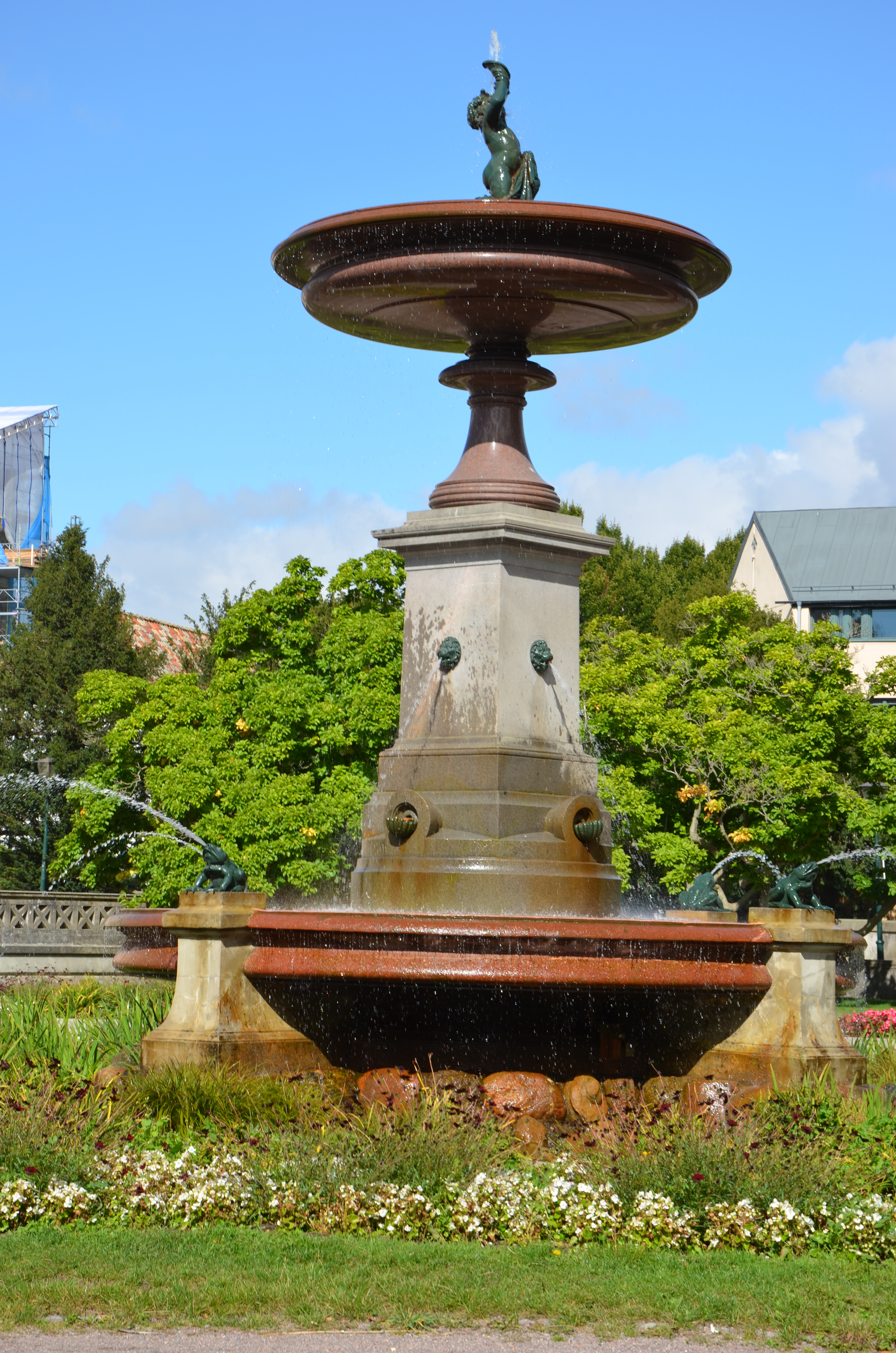
Fontänen på Universitetsplatsen i Lund, levererad från Graversfors 1887

Graversfors Stenhuggeri och Sliperi var en stenindustri i Graversfors, en del av Stens bruk.
Vid anläggningen av Östra stambanan genom norra Östergötland 1863-66 utmed sjön Näknens västra strand 1863-66 upptäcktes i sprängschakten ovanligt vackra granitsorter, bland andra en röd granit. Brytning påbörjades 1876 i Rödberget och ett stenhuggeri och ett stensliperi anlades under ledning av ingenjören Arvid Lundblad. Under 1890-talet sysselsattes mer än 100 personer i Graversfors stenhuggeri och sliperi. Verksamheten i stenbrottet i Rödberget drevs till omkring 1910 och arrenderades därefter ut fram till 1940, då den lades ned.
Ett omfattande uppdrag lämnades av Lunds universitets konsistorium 1886, nämligen leverans av en skål och en fot av röd porfyrisk gravensforsgranit samt en piedestal av grå granit till fontänen på Universitetsplatsen i Lund för 19.500 kronor, inklusive frakt och montering. Arbetet med fontänskålen påbörjades hösten 1886 och under vintern släpades ett väldigt stenblock ner till ett skjul, där under tio månader en skål med tre och halv meter i diameter höggs fram och formades. Skålen polerades därefter i sliperiet och färdigställdes under våren 1888. Dess vikt var ungefär tio och ett halvt ton och ansågs vara den största stenskålen i världen efter en rund skål utanför Altes Museum i Berlin.
Skålen transporterades till Lund först på en vagn på flyttbara järnvägsspår till närmaste station och därifrån på en kanonvagn på järnväg i lutande ställning för att klara en vägport till hamnen i Norrköping. Ångaren Götaland III förde den tillsammans med skålens svarvade fot och piedestalen till Malmö hamn, varefter den sattes på järnväg till Lund. Där lades ånyo de flyttbara järnvägsspåren ut från stationen till Universitetsplatsen via Paradisgatan och Sandgatan, varefter de lastade vagnarna vinschades fram bit för bit av en tiomannagrupp från Graversfors. Monteringen klarades av på mellan två och tre veckor.